# Earle S. MacPherson
Earle Steele MacPherson (* 6. Juli 1891 in Highland Park, Illinois; † 26. Januar 1960 in Detroit, Michigan) war ein US-amerikanischer Ingenieur und Erfinder der patentierten MacPherson-Federbeinvorderachse. Besonders im deutschsprachigen Raum wird der Name oft auch (fälschlicherweise) als Earl S. McPherson geschrieben.

## Leben
MacPherson arbeitete zunächst für Chalmers, Liberty und Hupmobile, bevor er 1934 zu General Motors ging. Nach dem Zweiten Weltkrieg leitete er das Chevrolet Light Car Project. Inspiriert von Flugzeugfahrwerken kam ihm die Idee, Stoßdämpfer und Achsschenkel zu vereinen, oben in einem Domlager im Radhaus und unten an einen einfachen Stablenker und einem Ende des Stabilisators zu führen. So schuf er eine platzsparende und günstige Aufhängung. Sein Chevrolet Cadet mit vier Federbeinen wurde nach dem Bau einiger Prototypen gestoppt. MacPherson wechselte daraufhin 1947 von GM zu Ford. Seine Ideen wurde von Ford am 26. September 1949 patentiert 1950 erschien der britische Ford Consul als erstes Modell mit MacPherson-Vorderachse. Der bei Ford in Frankreich mit dieser Achse entwickelte Nachfolger des Ford Vedette kam 1955 nach Besitzerwechsel als Simca Vedette auf den Markt. Der erste deutsche Wagen mit MacPherson-Aufhängung war 1957 der Ford P2 („Barocktaunus“), nach dem nicht in Serie gegangenen Volkswagen EA 48 mit Frontantrieb, dessen Entwicklung 1956 abgebrochen worden war.
1952 wurde MacPherson leitender Ingenieur in der Konzernzentrale in Detroit. Sein letztes Projekt war die Mitarbeit bei der Konstruktion der selbsttragenden Lincoln und Continental, den bis dahin größten Personenwagen mit dieser Bauweise. Als sie 1958 erschienen, war MacPherson bereits im Ruhestand.
Die radführenden Stoßdämpfer nach MacPherson haben sich bis heute gehalten und ist Standard in Fahrzeugen der Klein- und Mittelklasse, fast immer verbunden mit einem Dreiecksquerlenker.

## Link
- Seite zum Chevrolet Cadet